# Erica onusta
Erica onusta är en ljungväxtart som beskrevs av Guthrie och Bolus. Erica onusta ingår i släktet klockljungssläktet, och familjen ljungväxter. Inga underarter finns listade i Catalogue of Life.